# Diagrama de flux

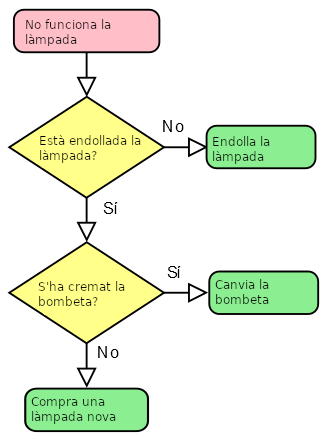
Diagrama de flux senzill amb els passos a seguir si una làmpada no funciona

Un diagrama de flux és una representació gràfica d'un algorisme. S'utilitza en disciplines com la programació informàtica, l'economia, els processos industrials o la psicologia cognitiva. Aquests diagrames utilitzen símbols amb significats ben definits que representen els passos de l'algorisme, i representen el flux d'execució mitjançant fletxes que connecten els punts d'inici i de finalització. Un diagrama de flux sempre té un únic punt d'inici i un únic punt de finalització. A més, tot camí d'execució ha de permetre arribar des de l'inici fins al final.
Les següents són accions prèvies a la realització del diagrama de flux:
- Identificar les idees principals que s'han d'incloure en el diagrama de flux. Han d'estar presents el propietari o responsable del procés, els propietaris o responsables del procés anterior i posterior i d'altres processos interrelacionats, així com les terceres parts interessades.
- Definir què s'espera obtenir del diagrama de flux.
- Identificar qui ho farà servir i com.
- Establir el nivell de detall requerit.
- Determinar els límits del procés a descriure.

Els passos a seguir per construir el diagrama de flux són:
- Establir l'abast del procés a descriure. D'aquesta manera quedarà fixat el començament i el final del diagrama. Sovint el començament és la sortida del procés previ i el final l'entrada al procés següent.
- Identificar i llistar les principals activitats/subprocessos que estan incloses en el procés a descriure i el seu ordre cronològic.
- Si el nivell de detall definit inclou activitats menors, llistar-les també.
- Identificar i llistar els punts de decisió.
- Construir el diagrama respectant la seqüència cronològica i assignant els corresponents símbols.
- Assignar un títol al diagrama i verificar que estigui complet i descrigui amb exactitud el procés escollit.

## Avantatges dels diagrames de flux
- Afavoreixen la comprensió del procés en mostrar-lo com un dibuix. El cervell humà reconeix fàcilment els dibuixos. Un bon diagrama de flux reemplaça diverses pàgines de text.
- Permeten identificar els problemes i les oportunitats de millora del procés. S'identifiquen els passos redundants, els fluxes dels re-processos, els conflictes d'autoritat, les responsabilitats, els colls d'ampolla i els punts de decisió.
- Mostren les interfícies client-proveïdor i les transaccions que s'hi realitzen, facilitant-ne l'anàlisi als empleats.
- Són una excel·lent eina per capacitar els nous empleats i també els que desenvolupen la tasca quan es realitzen millores en el procés.

## Tipus de diagrames de flux
- Format vertical: el flux o la seqüència de les operacions, va de dalt cap avall. És una llista ordenada de les operacions d'un procés amb tota la informació que es consideri necessària, segons el seu propòsit.
- Format horitzontal: en aquest format, el flux o la seqüència de les operacions, va d'esquerra a dreta.
- Format panoràmic: el procés sencer està representat en una sola carta i pot apreciar-se d'una sola mirada, molt més ràpid que llegint el text, fet que facilita la seva comprensió, fins i tot per a persones no familiaritzades. Registra no només en línia vertical, sinó també en horitzontal, diferents accions simultànies i la participació de més d'un lloc o departament que el format vertical no registra.
- Format arquitectònic: descriu l'itinerari de ruta d'una forma o persona sobre el pla arquitectònic de l'àrea de treball. El primer dels fluxogrames és eminentment descriptiu, mentre que els utilitzats són fonamentalment representatius.

## Simbologia i significat
- Oval o el·lipse: inici i final (obre i/o tanca el diagrama).
- Rectangle: activitat (representa l'execució d'una o més activitats o procediments).
- Rombe: decisió (formula una pregunta o qüestió).
- Cercle: connector (representa l'enllaç d'activitats amb una altra dins d'un procediment).
- Triangle cap per avall: fitxer definitiu (guarda un document de forma permanent).
- Triangle cap per amunt: fitxer temporal (proporciona un temps per a l'emmagatzematge del document).